# طفل رعاة البقر
طفل رعاة البقر (بالإنجليزية: The Cowboy Kid)‏ هو فيلم أبيض وأسود غربي أمريكي صامت من إنتاج عام 1928 أخرجه كلايد كاروث وكتبه جيمس جيه تاينان. الفيلم من بطولة ريكس بيل ، ماري جين تمبل ، بروكس بنديكت ، أليس بيلشر ، جوزيف دي جراس ، سيد كروسلي. تم إصدار الفيلم في 15 يوليو 1928 بواسطة شركة فوكس فيلم.

## طاقم التمثيل
- ريكس بيل بدور جيم باريت
- معبد ماري جين في دور جانيت جروفر
- بروكس بنديكت بدور تريج مورغان
- أليس بيلشر في دور ليلي لانغتون
- جوزيف دي جراس بدور جون جروفر
- سيد كروسلي بدور الشريف
- بيلي بليتشر نائبًا للمأمور

## روابط خارجية
- The Cowboy Kid  في قاعدة بيانات الأفلام على الإنترنت (بالإنجليزية)